# Ласцар, Кристина
Кристина Ла́сцар (нем. Christine Laszar, наст. фамилия Ласцарус Laszarus; 19 декабря 1931, Щитно, Варминско-Мазурское воеводство — 17 ноября 2021, Берлин) — немецкая актриса театра и кино, работала как в ФРГ, так и в ГДР.

## Биография
Кристина Ласцар обучалась актёрскому мастерству в Западном Берлине, в театральной школе Макса Рейнхардта. Первые роли сыграла в берлинском Ренессанс-театре. Первоначально выступала в Западной Германии, в берлинском кабаре «Дикобраз» и в Мюнхене, в «Шаубуде». В ГДР работала в берлинском театре «Фольксбюне». В мюнхенском «Театре времени» сыграла в антивоенной пьесе Рольфа Хонольда «Эскадрилья „Летучая мышь“» генеральскую любовницу Фресси. Эту же роль сыграла и в одноимённом кинофильме студии ДЕФА режиссёра Эриха Энгеля. В 1958 году Кристина переехала в ГДР, вышла замуж за журналиста Карла-Эдуарда фон Шницлера и далее снималась на киностудии ДЕФА. Часто снималась в детективных и остросюжетных политических драмах, играя роли хладнокровных, расчётливых и интеллигентных героинь, зачастую представительниц преступного мира.
В ГДР выступала как на сцене театра, так и снималась в кино. Была депутатом городского совета в Тельтове. В начале 1970-х годов работала редактором программ на телевидении ГДР, занималась передачами по искусству. В 1980-е годы, после продолжительной болезни, ушла из профессиональной жизни. В советском четырёхсерийном кинофильме режиссёра Владимира Басова «Щит и меч» Ласцар сыграла роль Бригитты.
Первым мужем Кристины Ласцар был режиссёр и актёр Рудольф Шюндлер. В этом браке у них родилась дочь Катрин, ставшая режиссёром и ведущей программ на телевидении ГДР. Вторым браком была замужем за журналистом и телеведущим из ГДР Карлом-Эдуардом фон Шницлером; это её замужество вскоре закончилось разводом.
Умерла 17 ноября 2021 года.

## Фильмография
- 1954: Zwischenfall im Roxy / Случай в Рокси
- 1958 — Эскадрилья «Летучая мышь» / Geschwader Fledermaus — Рут Флессинг
- 1959: Die Premiere fällt aus / Премьера не состоится
- 1959: Bevor der Blitz einschlägt / Перед ударом молнии
- 1959: Weißes Blut / Белая кровь
- 1960: Hochmut kommt vor dem Knall / Высокомерие перед взрывом
- 1960: Liebe auf den letzten Blick / Любовь с первого взгляда
- 1961: Der Fremde / Чужак
- 1961: Der Arzt von Bothenow / Врач из Ботенова
- 1961: Der Traum des Hauptmann Loy / Сон капитана Лоя
- 1961: Der Mann mit dem Objektiv / Человек с камерой
- 1962: Das Stacheltier: Der Fluch der bösen Tat / Дикобраз: Проклятие злодейства
- 1962: Tempel des Satans / Храм сатаны
- 1962: Der Tod hat ein Gesicht / Лицо смерти
- 1963: For Eyes Only / Только для глаз
- 1963: Carl von Ossietzky / Карл Оссецкий
- 1964: Schwarzer Samt / Чёрный бархат
- 1964: Pension Boulanka / Пансион Буланка
- 1965: Hamida / Хамида
- 1965: Mörder auf Urlaub (Ubica na odsustvu) / Убийца в отпуске
- 1966 — Чёрная пантера / Schwarze Panther — Кристина
- 1967 — Щит и меч (СССР) — Бригитта, супруга Алоиза Хагена
- 1968: Tod im Preis inbegriffen / Смерть включена в счёт
- 1968: Der Staatsanwalt hat das Wort: Störende Geräusche / Слово дано прокурору: Запутанная история (телесериал)
- 1968: Der Staatsanwalt hat das Wort: Das Wochenendhaus / Слово дано прокурору: Домик на выходные (телесериал)
- 1969: Die Dame aus Genua / Дама из Генуи
- 1969: Krupp und Krause / Крупп и Краузе (телесериал)
- 1973: Eva und Adam / Ева и Адам (четырёхсерийный телефильм)
- 1974: Der Staatsanwalt hat das Wort: Eine Nummer zu groß / Слово дано прокурору: Слишком крупное дело (телесериал)
- 1980: Alma schafft alle / Альма может всё (телефильм)

## Театр
- 1962: Народная сцена, Берлин. Спектакль по пьесе К. М. Симонова Четвёртый (Der Vierte) — режиссура Лотара Беллага